# 红 (重制版)
《红 (重制版)》是美国创作歌手泰勒·斯威夫特的第二张重錄专辑，于2021年11月12日由聯眾唱片发行。这是继她于2021年4月发行的第一张重錄专辑《放手去爱 (重制版)》之后，对她的第四张录音室专辑《红》（2012年）的重新录制。重新录制是斯威夫特对她前六张录音室专辑的母带所有权改变的反制措施。
《红 (重制版)》收录了30首歌曲，包含了《红》豪华版中的20首歌曲和慈善单曲罗南（2012年）的重新录制版本；六首“私藏版”（From the Vault）新歌，这六首歌原本是为2012年的专辑创作的；深受歌迷喜爱的回忆太清晰的未经剪辑的十分钟版本；以及斯威夫特创作的更好的男人（2016年）和宝贝（2018年），这两首歌曲先后由美国乡村音乐组合大城小事和甜园乐队录制发行。斯威夫特和克里斯托弗·罗制作了《红 (重制版)》的大部分歌曲，部分歌曲由她與亚伦·德斯纳、杰克·安东诺夫、保罗·米尔科维奇、间谍组织、蒂姆·布莱克史密斯、丹尼·D和埃尔维拉·安德菲亚德负责。歇爾貝克、丹·威尔逊、傑夫·巴斯克、杰克耐夫·李和布奇·沃克重新参与制作了他们之前在2012年制作过的歌曲的重录版本。歌手菲比·布里杰斯、克里斯·特普爾頓在专辑中客串献声，原版专辑中助阵的加里·莱特波迪以及艾德·希兰也同样在重录专辑中献声。
《红 (重制版)》一经发行就受到了广泛赞誉，乐评人对斯威夫特的歌唱表演、制作的品質和新曲目表示赞赏。评论将这张加长版专辑描述为一张经典的流行專輯，它将斯威夫特的乡村根基与电子、合成器流行和摇滚风格相结合，记录了爱情、生活和心痛的各种动态。这张专辑打破了多项紀錄，在Spotify上打破了女歌手专辑单日最高收听量的记录，根据MRC数据，也打破了历史上黑胶唱片最高的一周內的销量。它在澳大利亚、加拿大、爱尔兰、新西兰、挪威、苏格兰和英国的排行榜上名列前茅；在美国，斯威夫特在不到16个月的时间里获得了四张冠军专辑，超越了艾尔顿·约翰保持了46年的记录，成为《公告牌》二百强专辑榜历史上最快获得四张冠军专辑的独唱歌手。
为了宣传专辑，斯威夫特登上了全国广播公司的电视节目。我打賭你想起我了和 瓶中信分别作为乡村和流行电台单曲发行。〈回忆太清晰 (十分鐘完整版)〉成为斯威夫特在美国《公告牌》百强单曲榜上的第八首冠军歌曲，也打破了吉尼斯世界纪录——这是有史以来最长的冠军歌曲。专辑中的其他25首歌曲也在同一周百强单曲榜上名列前茅，创造独唱歌手单周新作品上榜最多的记录。斯威夫特自编自导的《回忆太清晰：电影短片》于11月12日首映，这是一部由萨迪·辛克和迪伦·奥布莱恩主演的爱情片，获得了热烈的反响。各大出版物都认为《红 (重制版)》的发行是定义2021年流行文化的事件之一。

## 背景
在音乐和歌词方面，《红》就像一个心碎的人。它到无所不在，是感情的断裂的马赛克，最后不知何故都会拼合在一起。快乐、自由、困惑、孤独、崩溃、兴奋、狂野，以及被过去的记忆折磨。就像体会新生活的点点滴滴一样，我进入录音室，尝试不同的音效、与不同的人合作。我不确定是把我的想法倾注到这张专辑中，听到你们成千上万的声音热情地唱着歌词回馈给我，还是仅仅因为时间，一路上有些东西得到了治愈。——斯威夫特在社交网络上回顾《红》

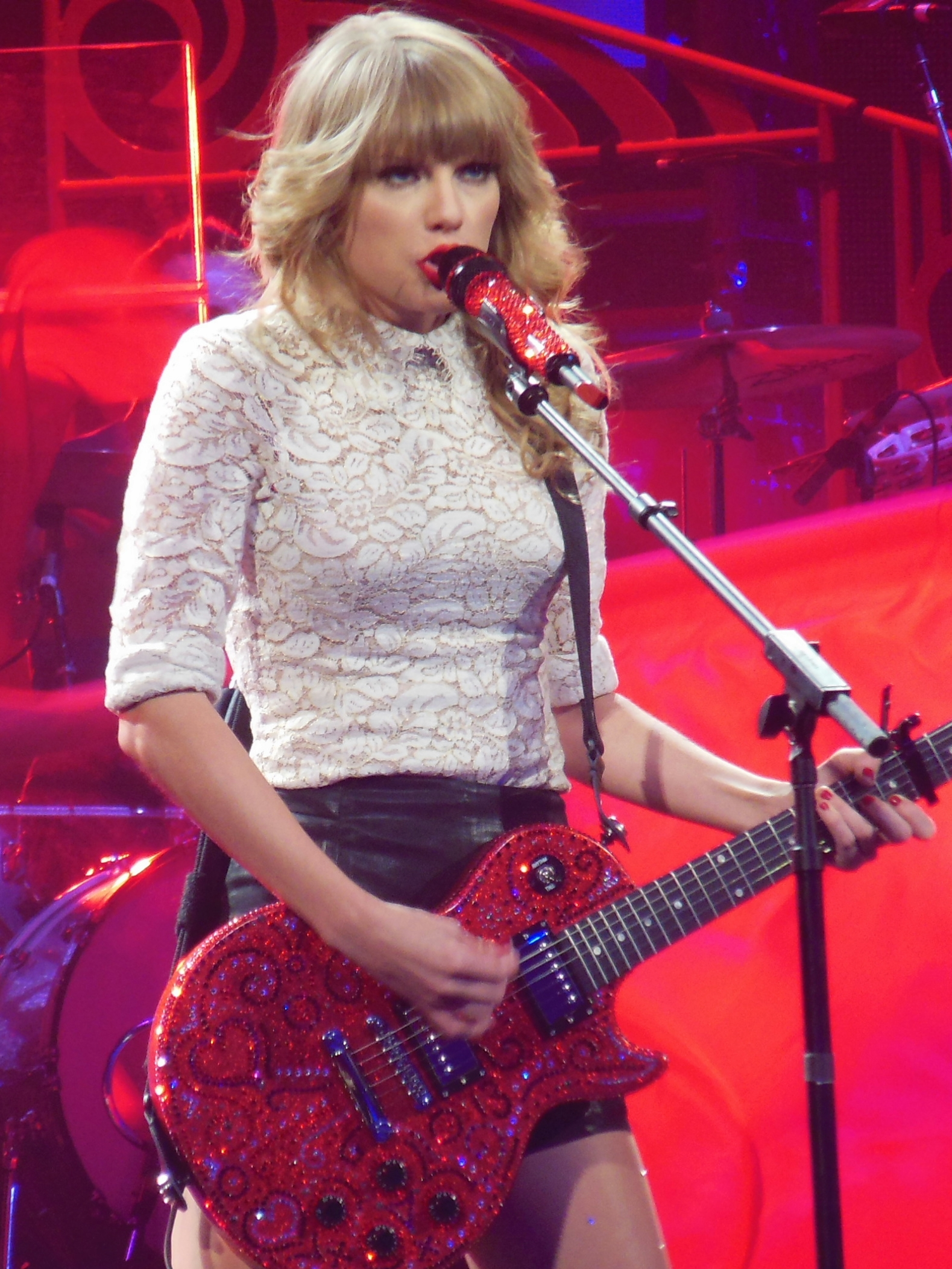
斯威夫特在红巡回演唱会（2013年）上表演

泰勒·斯威夫特的第四张录音室专辑《红》于2012年10月22日由大机器唱片发行。这张专辑见证了斯威夫特超越了她的乡村根源，探索了主流流行乐，并融入了各种流派。这一努力得到了普遍的积极评价和广泛的商业成功，斯威夫特获得了美国《公告牌》百强单曲榜上的第一首冠军歌曲，即专辑的主打歌我们再也回不去了，2012年和2013年间其他一些单曲也获得了不错的成绩，如我知道你是大麻煩、和都变了。《红》成为了斯威夫特在英国的第一张冠军专辑，也是她迄今为止拥有最多英国榜单前十单曲的专辑。多年来，这张专辑因展示了斯威夫特的艺术性和多面性而获得了评论界的好评。它成为2010年代十年中最受赞誉的专辑之一，出现在许多十年最佳音乐榜单上。在《滚石》的“有史以来最伟大的500张专辑”名单中，《红》排在第99位。截至2021年6月，仅在美国，《红》的销量已经超过750万张。
根据她与大机器唱片的合約，斯威夫特从2006年到2017年在该唱片公司发行了六张录音室专辑。2018年底，她与该唱片公司的合約到期，因此她与大机器解约，并与环球音乐集团旗下的聯眾唱片签订了一份新的录音合約，这确保了她拥有她将发行的新音乐的母带的权利。2019年，美国商人斯库特·布劳恩和他的公司伊萨卡控股（Ithaca Holdings）收购了大机器，作为收购的一部分，斯威夫特前六张录音室专辑的母带所有权，包括《红》，都转移给了布劳恩。2019年8月，斯威夫特谴责布劳恩对大机器的收购，并宣布她将重新录制前六张录音室专辑，以便自己拥有它们的母带。2020年11月，布劳恩将母带卖给了迪士尼家族拥有的美国私募股权公司三叶草控股，根据条款布劳恩和伊萨卡控股公司将继续从专辑中获得经济利益。斯威夫特于2020年11月开始重新录制这些专辑。
《放手去爱 (重制版)》是她六张重新录制的专辑中的第一张，于2021年4月9日发行。专辑取得了评论和商业上的成功，并作为历史上第一张重新录制的专辑在《公告牌》二百强专辑榜上空降夺冠，这是继2008年原版发行夺冠的13年后的又一次登顶。专辑的所有单曲，爱情故事 (重制版)、你仍在我心里和完美先生在《公告牌》热门乡村歌曲榜上皆进入前十位置，她曾以我们再也回不去了在该榜单上首次夺冠，并使她成为历史上继多莉·帕顿的我将永远爱你之后第二位以同一首歌曲的原版和重录版登上该排行榜的艺人。

## 词曲
《红 (重制版)》的被定义为一张由有机乐器和电子元素驱动的流行和乡村专辑，进一步包含了合成器流行和舞台摇滚歌曲。除了“私藏版”歌曲和〈在家的女孩〉，专辑中的所有曲目在音乐上都与2012年的原始录音相同；〈在家的女孩〉与原来乡村流行的原版相比，目前的版本偏向于电子流行制作。

### “私藏版”歌曲
第22－30曲目被标注为“私藏版”（From the Vault）的曲目，是《红》的重新录制版本中新加入的歌曲。〈更好的男人〉是一首以班卓琴为背景伴奏的乡村民谣，详述了斯威夫特分手后的痛苦。〈了無新意〉是与菲比·布里杰斯的民谣二重唱，歌词涉及衰老、变老和“对年轻女性不公平的社会期望”的不安全感。宝贝是一首带有滑音吉他、键盘和打击乐器演奏的斯卡流行歌曲，它的歌词描述了一段接近分手的关系中的错误行为。
〈瓶中信〉是一首充满活力的舞曲，讲述了一段浪漫关系的开始。〈我打賭你想起我了〉是一首乡村流行歌曲，由克里斯·斯台普顿演唱和声，并伴随着突出的口琴伴奏；它讲述了一件“高调”的爱情趣事。〈永恆冬日〉是一首以充满活力的铜管乐开场强力流行歌曲，斯威夫特在这首歌中的人声特点是“细微的、广泛的”、快节奏的、呼吸式的音节音符，与喇叭、笛子和吉他相配合；在歌词上看，歌曲描述了斯威夫特的一位已经过世的面临心理健康问题的朋友。
〈奔跑〉是一首与艾德·希兰的不插电、独立民谣风格的二重唱，歌曲由一把拨动的吉他和管弦乐伴奏引导，歌词包含了许多浪漫的意象。〈那一夜〉是一首由电子程序和班卓琴驱动的快节奏流行舞曲，其中斯威夫特希望她能回到过去，让某个时刻变得完美。〈回忆太清晰 (10分钟版)〉是一首缓慢的民谣，由砰砰作响和坚持不懈的低音吉他驱动，相比原版歌词更丰富，副歌伴随着低速缓慢的结尾结束；与5分钟的版本相比，其的歌词吸收了更多的女权主义观点，并融入了威廉·莎士比亚的流行语“终成眷属”。

## 营销

### 封面
《红 (重制版)》的封面以秋日作为背景，描绘了斯威夫特涂着红色唇膏，穿着米色的厚呢大衣和酒红色的“Matti”天鹅绒渔夫帽，坐在一辆复古的1932年雪佛兰Cabriolet敞篷车中。珍妮莎·莱昂内（Janessa Leoné）设计了这顶帽子，同款帽子在莱昂内的网站上迅速售罄。斯威夫特还在封面上戴着由珠宝商凯茜·沃特曼设计的定制“Red”戒指；她在创作原版《红》（2012年）时，戴着沃特曼的标志性“Love”戒指，这是沃特曼的女儿克莱尔·温特·基斯林格2011年时赠送给她的

### 发行
2021年6月18日，斯威夫特透露，《红》的重新录制版本《红 (重制版)》将于2021年11月19日发行，并将包含本应在2012年版本中出现的所有30首歌。她还透露说，深受歌迷喜爱的〈回忆太清晰〉的十分钟版本将被收录于专辑中，根据美国詞曲作家利茲·罗斯的说法，这“可能是一首20分钟的歌曲”，她曾在斯威夫特的前两张录音室专辑《泰勒·斯威夫特》（2006年）和《放手去爱》（2008年）共同创作了一些曲目。在宣布这一消息的同时，数字专辑的预购也已开始。
6月27日，英国創作歌手艾德·希兰在《The Official Big Top 40》节目上确认了他参与了《红 (重制版)》的录制，并表示他重新录制了〈都变了〉——他与斯威夫特在《红》中的对唱。三天后，罗南的母亲玛雅·汤普森（Maya Thompson）透过其博客确认，其2012年参与创作的慈善单曲罗南也被收录于专辑中。8月5日，斯威夫特在她的社交媒体上发布了一个神秘的视频，预告视频中包含了供歌迷分析的字谜；视频中拼出了“克里斯·特普爾頓”、“菲比·布里杰斯”、宝贝、更好的男人和〈回忆太清晰 (10分钟版)〉。同时，专辑CD的预购也在斯威夫特的网站上进行。她在8月6日公开了官方曲目列表。在发行《红 (重制版)》中的任何歌曲之前，斯威夫特于9月17日发行了〈狂野的梦 (重制版)〉，这首歌曲将出现在她2014年录音室专辑《1989》的重录版本中，她称她看到〈狂野的梦〉在TikTok上登上趋势，她认为粉丝应该使用她的版本。
9月30日，斯威夫特宣布《红 (重制版)》将于11月12日发行，比原定时间提前一周。她确认该专辑的黑胶唱片也将在同一周发货。10月24日，斯威夫特发布的预告视频中出现了主打歌 〈红 (重制版)〉的片段，视频展示了有一条红裙、专辑封面上的红色戒指，以及一系列的红色衣服和饰品。11月5日，斯威夫特通过《早安美国》透露了《回忆太清晰：电影短片》的预告，该片根据同名歌曲改编并以其为标题，将于11月12日与专辑一起放映。该预告展示了一辆老式汽车驶过一条以秋天的树林为界的道路，它由斯威夫特编剧和執导，由她自己、萨迪·辛克和迪伦·奥布莱恩主演。11月11日，官方电影海报在她的社交媒体上曝光，随后在Tumblr上发布了专辑第24首歌曲宝贝 (重制版)的简短预告。

### 推广
斯威夫特登上了美国电视网全国广播公司的所有三个深夜节目中宣传这张专辑，这些节目都是在GE大楼录制的；她出现在11月11日紧邻播出的脱口秀节目《吉米·法伦今夜秀》和《塞斯·梅耶斯深夜秀》中，专辑随后在午夜发行。11月13日，她作为音乐嘉宾出现在现场小品喜剧节目《周六夜现场》中，这是她第五次出现在该节目中，她在节目中演唱了10分钟版本的〈回忆太清晰〉。为了庆祝《红 (重制版)》的发行，斯威夫特与星巴克合作，这与该公司的“红杯假日季”相吻合；顾客只需点一杯“泰勒拿铁”，就能获得斯威夫特最喜欢的定制咖啡，她的音乐和专辑都在星巴克店内循环播放。

### 单曲
2021年11月15日，由克里斯·斯台普顿助阵演唱的〈我打賭你想起我了〉作为单曲派往美国乡村电台。同一天，附带数字封面图像的〈回忆太清晰 (10分钟版)〉作为宣传单曲在斯威夫特的官方商店上提供下载，这首歌随即空降《公告牌》百强单曲榜冠军，其成为了斯威夫特第八首冠军歌曲，也是历史上歌曲时长的冠军歌曲，打破了记录保持者唐·麦克林的〈美国派〉的时长记录。〈瓶中信〉在当月晚些时候派往了美国流行音乐电台。

## 专业评价
| 綜合得分                 | 綜合得分 |
| 來源                     | 評分     |
| ------------------------ | -------- |
|                          | 8.6/10   |
|                          | 91/100   |
| 評論得分                 |          |
| 來源                     | 評分     |
| AllMusic                 | [ 64 ]   |
| 《影音俱乐部》           | A–       |
| 《Clash》                | 9/10     |
| 《卫报》                 | [ 29 ]   |
| 《独立报》               | [ 21 ]   |
| 《The Line of Best Fit》 | 9/10     |
| 《新西兰先驱报》         | [ 26 ]   |
| 《新音乐快递》           | [ 68 ]   |
| 《Pitchfork》            | 8.5/10   |
| 《滚石》                 | [ 24 ]   |

《红 (重制版)》受到了乐评人的广泛赞誉，他们强调了斯威夫特声乐表现的进一步提升和层次分明的乐器演奏。在评论聚合网站Metacritic上，基于各大出版物的评价得分，这张专辑在15条评价中获得了“普遍好评”的91分；这是该网站上斯威夫特评分最高的专辑，也是2021年评分第二高的专辑，仅次于澳大利亚音乐人尼克·凯夫和沃伦·埃利斯的《Carnage》。
《新西兰先驱报》的莉迪亚·伯格姆（Lydia Burgham）其热烈赞扬的评论中，将《红 (重制版)》誉为斯威夫特的巨作。《滚石》的乐评人罗伯·谢菲尔德给出了好评：“新版的《红》更大方、更光鲜、更深沉、更随意、更残酷”，斯威夫特成熟的声线演绎了这张专辑。《独立报》的海伦·布朗（Helen Brown）认为《红 (重制版)》“与优秀的原版流行专辑相比更好、更明亮”。《新音乐快递》的汉娜·迈尔瑞亚（Hannah Mylrea）赞扬了专辑中收录的新曲目，并点出了专辑更清晰的制作质量以及“进一步聚焦了乐器”。贝丝·柯克布莱德（Beth Kirkbride）为《Clash》写道，新增加的曲目让《红 (重制版)》成为了一张“混合各种流派”的专辑，玩弄了各种风格，她将专辑的主题描述为“宣泄练习”，像一本斯威夫特成长时期的故事书一样重读。
《i》的凯特·所罗门（Kate Solomon）写道，斯威夫特的声音“如今等级更高了”，“她在歌曲中添加的声乐的‘家具’，就像她陶醉在这些知识中，展现出刚柔韧的肌肉。”《雷达之下》评论家安迪·冯皮普（Andy Von Pip）称赞道，《红 (重制版)》在不缺失原本主题的严肃性和情感的厚重感的情形下，比《红》有着更清晰的制作和“更丰富”的歌唱表演。《综艺》的克里斯·威尔曼（Chris Willman）将“私藏版”中的曲目称为“没有粗制滥造歌曲的合集”。保罗·布里奇沃特（Paul Bridgewater）为《The Line of Best Fit》撰写评论，他认为《红 (重制版)》“在为歌迷交出答卷的同时，还对身為现代流行乐坛最好的詞曲作家之一的她在其职业生涯的关键时刻进行了深入的记录”，并补充说，斯威夫特精心策划了专辑中的新增曲目，没有偏离专辑的原始吸引力。《偏锋杂志》的评论人乔纳森·基夫（Jonathan Keefe）表示，《红 (重制版)》是斯威夫特音乐性成长的证明，并称赞这张专辑的乐器质量使其歌曲“有更强的情感共鸣”。
《Spin》的鲍比·奥利维尔（Bobby Olivier）称《红 (重制版)》对歌迷和普通听众来说都是一次“非常有价值的聆听”，是斯威夫特继《放手去爱 (重制版)》之后的“又一次巨大成功”，他称赞了专辑的各个方面——歌唱表演、歌曲创作和制作 。《前音后果》的玛丽·西洛奇（Mary Siroky）认为这张加长版的唱片是对原专辑的一个总结，让斯威夫特“以她的方式完成这个故事”。《Pitchfork》的奥利维亚·霍恩（Olivia Horn）将这张专辑选为“最佳新音乐”，其评论道新专辑包含了斯威夫特标志性的“让人入迷的、富有表现力的人声，尖锐的幽默，生动的形象，以及对爱与失去的细微差别的温柔关注”，并认为斯威夫特以艺术的形式表明了回望过去的观点，“包括谄媚和不谄媚的部分”。《大西洋》的斯宾塞·科恩哈伯（Spencer Kornhaber）评论道，斯威夫特“继续把自己推向新的地方，正如她在她所被人们喜爱的事情上加倍努力”。
梅丽莎·雷吉耶里（Melissa Reguieri）在《今日美国》上的评论中赞扬了《红 (重制版)》多变的音乐性、强大的人声、细致的重录以及优秀的制作质量，并认为这张专辑是对斯威夫特抒情能力的“有趣研究”。Sputnikmusic称这张专辑是“绝对的胜利”，专辑的音乐和抒情方式具有洞察力，并检讨了他们自己在2012年对这张专辑的“不成熟”评论，承认“斯威夫特在22岁时对爱情和生活的观察简直令人惊叹”。《卫报》作者劳拉·斯奈普斯（Laura Snapes）说，在重新录制的专辑中，斯威夫特的声音更丰富、更成熟，但它缺乏了原版中的曲调，“略微模糊了狂热的、有趣的报复性边缘，这种边缘助长了原作对心碎的动荡描写”。

## 获奖表现
《红 (重制版)》获得了音乐界的广泛赞誉，进入了许多乐评机构的最佳榜单。在2022年《公告牌》音乐奖上，斯威夫特获得了7项提名，《红 (重制版)》赢得了最佳乡村专辑；此外，还获得了最佳乡村歌手、最佳乡村女歌手和《公告牌》二百强专辑榜最佳歌手奖项。在2022年全美音乐奖上，斯威夫特获得了包括年度艺人、最受欢迎女歌手和最受欢迎乡村女歌手在内的六项提名。在第 65 届格莱美颁奖典礼上，〈回忆太清晰 (10分钟版)〉、《回忆太清晰：电影短片》和〈我打赌你在想我〉分别获得了年度歌曲、最佳音乐视频和最佳乡村歌曲的提名，其中《回忆太清晰：电影短片》赢得了所属奖项。
| 出版物       | 排行榜             | 排名 | 参考   |
| ------------ | ------------------ | ---- | ------ |
| 《公告牌》   | 2021年50张最佳专辑 | 25   | [ 85 ] |
| 《Clash》    | 2021年50张最佳专辑 | 12   | [ 86 ] |
| 《商业内幕》 | 2021年最佳专辑     | 4    | [ 87 ] |
| Metacritic   | 2021年40張最佳專輯 | 2    | [ 88 ] |
| 《人物》     | 2021年最佳专辑     | 4    | [ 89 ] |

| 项目                     | 年份 | 奖项                                    | 结果 | 参考   |
| ------------------------ | ---- | --------------------------------------- | ---- | ------ |
| 吉尼斯世界纪录           | 2022 | Spotify上单日收听量最高的专辑（女歌手） | 獲獎 | [ 90 ] |
| 新音乐快递音乐奖         | 2022 | 最佳重新发行                            | 獲獎 | [ 91 ] |
| 儿童选择奖               | 2022 | 最受喜爱的专辑                          | 提名 | [ 92 ] |
| 《公告牌》音乐奖         | 2022 | 最佳乡村专辑                            | 獲獎 | [ 81 ] |
| 全美音乐奖               | 2022 | 最受欢迎流行/摇滚专辑                   | 獲獎 | [ 82 ] |
| 全美音乐奖               | 2022 | 最受欢迎乡村专辑                        | 獲獎 | [ 82 ] |
| 澳大利亚唱片业协会音乐奖 | 2022 | 最佳国际艺人                            | 提名 | [ 93 ] |
| 金德比音乐奖             | 2023 | 年度专辑                                | 提名 | [ 94 ] |
| 金德比音乐奖             | 2023 | 最佳乡村/Americana专辑                  | 獲獎 | [ 94 ] |
| 朱诺奖                   | 2023 | 年度国际专辑                            | 提名 | [ 95 ] |

## 商业表现
一经发行，《红 (重制版)》打破了多项流媒体记录，它成为Spotify上女歌手一天内播放量最高的专辑，全球首日播放量超过9080万，打破了斯威夫特自己的《民间故事》（2020年）创造的8060万的前纪录；在专辑强劲表现的支持下，斯威夫特也成为单日流媒体播放量最高的女歌手——她的全部唱片作品在该平台上的全球播放量超过1.229亿，并且是Spotify历史上第一位在一天内积累1亿播放量的女歌手。该专辑在第一周的全球销量超过120万张。该专辑的所有曲目中的28首歌曲都进入了《公告牌》全球二百强单曲榜，与同时上榜的〈着迷〉（2010年）、〈空格〉（2014年）和〈狂野的梦 (重制版)〉（2021年）一起，使斯威夫特在同一周榜单（2021年11月27日）上总共有31首歌曲上榜；其中25首进入前100名。截止年末，斯威夫特是2021年Spotify上播放量最高的女歌手，她的播放量在所有歌手中仅次于波多黎各说唱歌手坏痞兔。 

### 美国
在发行后的五天内，《红 (重制版)》的销量超过了50万张专辑等价单位，包括32.5万张纯专辑销量，超过了斯威夫特自己的《永恒故事》（2020年），这标志着2021年最高的专辑销量周。在销量中，有10.5万张是黑胶唱片，打破了MRC数据历史上最大的黑胶唱片销售周的记录（之前由《永恒故事》保持）。同时，斯威夫特在2021年有三个最高专辑销量周，分别是《红 (重制版)》、《永恒故事》和《放手去爱 (重制版)》。
在完成销量跟踪完整的一周后，《红 (重制版)》以60.5万销量的成绩空降《公告牌》二百强专辑榜榜首，创下2021年仅次于德雷克的《Certified Lover Boy》（61.3万）的第二大销量周。首周的销量总和还包括3.0323亿的播放量，这是2021年女歌手专辑中单周内流媒体播放量最高的记录，是继爱莉安娜·格兰德的2019年专辑《谢谢，下一位》（3.071亿流媒体）之后播放量单周内第二高的记录；其也创造了乡村专辑中单周内播放量最高的记录，超过了摩根·沃伦的2021年专辑《Dangerous: The Double Album》（2.4018亿）。这张专辑取得了36.9万张纯专辑销量（包括11.4万张黑胶唱片销量）的开门红，标志着自2014年卢克·布莱恩的《Crash My Party》售出52.8万张以来，乡村专辑的最高销量周。这也是斯威夫特第十张二百强专辑榜冠军专辑，使她成为继芭芭拉·史翠珊之后第二位获得如此多冠军专辑的女歌手。斯威夫特也成为在二百强专辑榜上最快获得四张冠军专辑的独唱歌手（不到16个月），打破了埃尔顿·约翰保持了46年的记录。这张专辑也登上了乡村专辑排行榜的榜首，这是斯威夫特在该榜单上的第七张冠军专辑，其使得斯威夫特以98周的记录超越了仙妮亚·唐恩，成为在该榜单上停留时间最长的女歌手。《红 (重制版)》在2021年最畅销专辑列表上排名第二，与《放手去爱 (重制版)》、《永恒故事》和《民间故事》同列前十。
专辑中的26首歌曲同时进入了《公告牌》百强单曲榜，创造了单周在百强单曲榜上首次入榜的最多记录和女歌手同时入榜最多的记录，这两项记录在《恋人》（2019年）发行时由斯威夫特本人保持。她的职业生涯进入该排行榜的歌曲数目增加到164首，延续了她作为女歌手做多入榜百强单曲榜的纪录。其中四首歌曲进入了百强单曲榜的前40名，使斯威夫特的前40名作品总和达到了85首——这是历史上第三高的数字，超过了埃尔维斯·普雷斯利。〈回忆太清晰 (重制版)〉以及10分钟版获得了成功，成为了斯威夫特在美国的第八首冠军歌曲。继2020年8月的《民间故事》和〈羊毛衫〉以及2020年12月的《永恒故事》和〈柳〉之后，斯威夫特成为了历史上第一位连续三张专辑同时在《公告牌》二百强专辑榜和百强单曲榜上首登夺冠的歌手。

### 全球各地
《红 (重制版)》在《公告牌》加拿大专辑榜中夺得冠军，使斯威夫特在加拿大连续十次获得冠军专辑。专辑的所有曲目都在加拿大百强单曲榜上上榜，其中〈回忆太清晰 (重制版)〉夺得冠军，〈恩宠状态 (重制版)〉排名第九，其他九首曲目进入了前40名。《红 (重制版)》是加拿大2021年女歌手中最畅销的乡村专辑。总体来看，它是所有类型中第五大畅销唱片，也是最畅销的数字、CD和黑胶唱片前十名之一。
在英国，这张专辑在英国专辑排行榜上首登冠军，首周销量超过72,000张，使斯威夫特在英国连续八次获得冠军专辑，使她与凯莉·米洛并列成为在英国拥有第二多冠军专辑的女歌手，仅次于麦当娜（12张）。《红 (重制版)》夺得了2021年女歌手的最高首周销量，超过了奥莉维亚·罗德里戈的《SOUR》（51,000张）。
这张专辑也是斯威夫特在爱尔兰专辑排行榜上的第七张冠军专辑，是本世纪以来女歌手中最多的一张。这张专辑与〈回忆太清晰 (重制版)〉一同在爱尔兰单曲榜上首登冠军，实现了“双榜”夺冠。此外，〈恩宠状态 (重制版)〉和〈红 (重制版)〉分别在单曲榜上排名第七和第九。
在澳大利亚，斯威夫特在澳大利亚唱片业协会专辑榜和单曲榜上同时登顶，实现了榜单的双料冠军；她凭借《红 (重制版)》在前者中获得了第九张冠军专辑，也是继《放手去爱 (重制版)》之后2021年的第二张冠军专辑。斯威夫特成为澳大利亚唱片业协会榜历史上第一位在两年内拥有四张冠军专辑的歌手。此外，她追平了埃米纳姆的九张冠军专辑，成为在澳大利亚唱片业协会专辑榜上连续获得冠军专辑最多的人。〈回忆太清晰 (重制版)〉作为斯威夫特的第八首澳大利亚冠军歌曲首登即夺冠，这标志着她在2014年的《1989》和〈空格〉、2020年的《民间故事》和〈羊毛衫〉以及《永恒故事》和〈柳〉之后，第四次实现了榜单双冠。《红 (重制版)》的其他11首歌曲也在同一周进入澳大利亚唱片业协会单曲榜。这张专辑在新西兰专辑排行榜上也空降冠军，成为斯威夫特在新西兰的第十张冠军专辑。
在日本，这张专辑在Oricon专辑榜上以3,301张的销量首登第十五位，在《日本公告牌》日本热门专辑榜上首登第十六位。

## 影响

重录专辑的标志另外标注了副标题“重制版”（Taylor's Version）

各大品牌和公司利用他们的社交媒体账户为这张专辑宣传；其中一些公司在发行周期间将添加到他们的Twitter用户名中。健身器材制造商派乐腾宣布，专辑中的歌曲将在他们的点播课程中使用，如自行车、跑步和瑜伽等，以满足大众的需求。《Paper》写道，斯威夫特的影响“在整个社交媒体上都能感受到”，这些品牌充分“利用了她的势头”。《Inc.》称这些公司利用了这张专辑的文化相关性。美容公司Cosmetify的报告称，在《红 (重制版)》发行后，Google上对“红色唇膏”的搜索增加了669%。
媒体和歌迷在网上将《红 (重制版)》视为2021年音乐潮流的一部分，将其归类“伤心女孩之秋”，指的是女歌手在秋季发布忧郁及内省的音乐，如阿黛尔的《30》和米茨基的《The Only Heartbreaker》；它对应于美国说唱歌手梅根·西·斯塔莉安在2019年的同名歌曲中的流行语“热辣女孩之夏”。斯威夫特自己也承认这一现象，发行了〈回忆太清晰 (十分鐘完整版)〉的原声改编版，并标注副标题“伤心女孩之秋版（Sad Girl Autumn Version）”。
《华尔街日报》称，《红 (重制版)》正在“重塑音乐产业”，强调重新录制的歌曲在流媒体服务中的表现超过了原来的歌曲，在TikTok上登上热门趋势，并在短视频中获得“十分赚钱”的许可协议。据该报报道，环球音乐集团——聯眾唱片的母公司——在录音协议中实施了更严格的条款，有效地将歌手重新录制其音乐的时间限制延长了一倍；条款中的其他变化包括歌手被要求在其收入份额增加后，应支付更高的版税。《综艺》杂志将斯威夫特称为“流媒体女王”，因其发行的《红 (重制版)》创造了多项流媒体记录。《滚石》认为，对于一张重新发行的专辑来说，夺得一首冠军歌曲是一个不小的壮举，并认为豪华版或特别版的专辑往往只是“噱头”，但《红 (重制版)》打破了这种常规，其在原专辑的基调上进一步前进，而不是试图取代它。
出版物将《红 (重制版)》、〈回忆太清晰 (十分鐘完整版)〉、电影短片以及斯威夫特重新录制的举动整体描述为2021年新闻及流行文化热点之一。《Vogue》称专辑为“多媒体、循环新闻主导的发行”，并称“没有人像斯威夫特那样发行（或重新发行！）一张专辑”。录音学院表示《红 (重制版)》是定义2021年的流行现象。《女士》和《Slate》的编辑认为，《红 (重制版)》是《红》的遗产的证明，并强调了其他评论家的态度变化：他们在2012年以“过度的情感和痴迷的浪漫主义”的理由称《红》是一张不合格的专辑，但最终还是将其视为“流行歌曲创作的大师级作品及领先于其时代的诗篇”。《女士》称那一时期的性别歧视审查淡化了对她艺术性的分析；《Slate》还补充道，媒体把斯威夫特描绘为“男孩疯狂、前任复仇”的形象是没有同情心的，他们没有不偏不倚地评价《红》。《公告牌》因斯威夫特在这一年取得了“明确无误”的成功，赞扬其为“2021年最伟大的流行音乐明星”。《滚石》报道称她是2021年收入最高的女音乐人。

## 曲目列表
| 标准版   | 标准版                                                                                          | 标准版                                                           | 标准版                                                 | 标准版  |
| 曲序     | 曲目                                                                                            | 词曲                                                             | 製作人                                                 | 时长    |
| -------- | ----------------------------------------------------------------------------------------------- | ---------------------------------------------------------------- | ------------------------------------------------------ | ------- |
| 1.       | 恩寵狀態 State of Grace                                                                         | 泰勒·斯威夫特                                                    | 斯威夫特 克里斯托弗·罗                                 | 4:55    |
| 2.       | 红 Red                                                                                          | 斯威夫特                                                         | 斯威夫特 罗                                            | 3:43    |
| 3.       | 危险关系 Treacherous                                                                            | 斯威夫特 丹·威尔逊 （ 英语 ： Dan Wilson (musician)）                                 | 威尔逊                                                 | 4:02    |
| 4.       | 我知道你是大麻烦 I Knew You Were Trouble                                                        | 斯威夫特 马克斯·马丁 歇爾貝克                                    | 斯威夫特 罗 希尔贝克                                   | 3:39    |
| 5.       | 回憶太清晰 All Too Well                                                                         | 斯威夫特 利兹·罗斯                                               | 斯威夫特 罗                                            | 5:29    |
| 6.       |                                                                                                 | 斯威夫特 马丁 希尔贝克                                           | 斯威夫特 罗 希尔贝克                                   | 3:50    |
| 7.       | 按耐不住 I Almost Do                                                                            | 斯威夫特                                                         | 斯威夫特 罗                                            | 4:04    |
| 8.       | 我们再也回不去了 We Are Never Ever Getting Back Together                                        | 斯威夫特 马丁 希尔贝克                                           | 斯威夫特 罗 希尔贝克                                   | 3:13    |
| 9.       | 留下来 Stay Stay Stay                                                                           | 斯威夫特                                                         | 斯威夫特 罗                                            | 3:25    |
| 10.      | 最后一次（雪巡警成员加里·莱特波迪助阵） The Last Time (featuring Gary Lightbody of Snow Patrol) | 斯威夫特 莱特波迪 杰克耐夫·李 （ 英语 ： Jacknife Lee）                      | 李                                                     | 4:59    |
| 11.      | 圣地 Holy Ground                                                                                | 斯威夫特                                                         | 傑夫·巴斯克                                            | 3:22    |
| 12.      | 美丽的哀愁 Sad Beautiful Tragic                                                                 | 斯威夫特                                                         | 斯威夫特 罗 保羅·米爾科維奇 （ 英语 ： Paul Mirkovich） [a]          | 4:44    |
| 13.      | 幸运儿 The Lucky One                                                                            | 斯威夫特                                                         | 巴斯克                                                 | 4:00    |
| 14.      | 都變了（艾德·希兰助阵） Everything Has Changed (featuring Ed Sheeran)                           | 斯威夫特 希兰                                                    | 布奇·沃克                                              | 4:05    |
| 15.      | 星光 Starlight                                                                                  | 斯威夫特                                                         | 斯威夫特 罗 米爾科維奇 [a]                             | 3:40    |
| 16.      | 重新开始 Begin Again                                                                            | 斯威夫特                                                         | 斯威夫特 罗                                            | 3:58    |
| 17.      | 我知道的那一刻 The Moment I Knew                                                                | 斯威夫特                                                         | 斯威夫特 罗 米爾科維奇 [a]                             | 4:45    |
| 18.      | 回来我身边 Come Back... Be Here                                                                 | 斯威夫特 威尔逊                                                  | 威尔逊                                                 | 3:43    |
| 19.      | 在家的女孩 Girl at Home                                                                         | 斯威夫特                                                         | 埃尔维拉·安德菲亚德                                    | 3:40    |
| 20.      | 恩宠状态（原音版） State of Grace (acoustic version)                                            | 斯威夫特                                                         | 斯威夫特 罗                                            | 5:21    |
| 21.      | 罗南 Ronan                                                                                      | 斯威夫特 玛雅·汤普森                                             | 斯威夫特 罗                                            | 4:24    |
| 22.      | 更好的男人 Better Man                                                                           | 斯威夫特                                                         | 斯威夫特 亚伦·德斯纳 （ 英语 ： Aaron Dessner）                     | 4:57    |
| 23.      | 了無新意（菲比·布里杰斯助阵） Nothing New (featuring Phoebe Bridgers)                           | 斯威夫特                                                         | 斯威夫特 德斯纳 東尼·伯格 （ 英语 ： Tony Berg） [b]            | 4:18    |
| 24.      | 宝贝 Babe                                                                                       | 斯威夫特 帕特里克·莫纳汉                                         | 斯威夫特 杰克·安东诺夫                                 | 3:44    |
| 25.      | 瓶中信 Message in a Bottle                                                                      | 斯威夫特 马丁 希尔贝克                                           | 希尔贝克 安德菲亚德                                    | 3:45    |
| 26.      | 我打賭你想起我了（克里斯·特普爾頓助阵） I Bet You Think About Me (featuring Chris Stapleton)    | 斯威夫特 洛丽·麦肯纳 （ 英语 ： Lori McKenna）                               | 斯威夫特 德斯纳                                        | 4:45    |
| 27.      | 永恆冬日 Forever Winter                                                                         | 斯威夫特 马克·福斯特 （ 英语 ： Mark Foster (singer)）                               | 斯威夫特 安东诺夫                                      | 4:23    |
| 28.      | 奔跑（艾德·希兰助阵） Run (featuring Ed Sheeran)                                                | 斯威夫特 希兰                                                    | 斯威夫特 德斯纳                                        | 4:00    |
| 29.      | 那一夜 The Very First Night                                                                     | 斯威夫特 阿蒙·比约克伦德 （ 英语 ： Amund Bjørklund） 埃斯本·林德 （ 英语 ： Espen Lind） | 间谍组织 （ 英语 ： Espionage (production team)） 提姆·布萊克史密斯 [b] D Mob [b] | 3:20    |
| 30.      | 回忆太清晰（10分钟版） All Too Well (10 minute version)                                         | 斯威夫特 罗斯                                                    | 斯威夫特 安东诺夫                                      | 10:13   |
| 总时长： | 总时长：                                                                                        | 总时长：                                                         | 总时长：                                               | 2:10:26 |

注释
- ^[a] 为執行製作人。
- ^[b] 为聲樂製作人。
- 标准版中的所有曲目都标注了“重制版”；第22至30首的曲目额外标注了“私藏版”（From the Vault）[46]。
- 专辑的CD版本由两张光盘组成；一张包含曲目1-16，另一张包含曲目17-30。
- 歌曲中文名为星外星唱片中国大陆引进版和环球唱片台湾引进版官方译名。[2][131]

## 制作群

### 音乐人
- 泰勒·斯威夫特 – 声乐（所有曲目）、和声（1–4、6–9、11–15、17、18）
- 阿莫斯·海勒 – 电贝斯（1、2、4–9、16、20）、合成贝斯（5、6、8）、拍手（9）
- 马特·比林斯利 – 鼓、打击乐器（1、2、4–9、16、20、21）；颤音琴 （1）、鼓编排（英语：Programming (music)）（4、6、8）、拍手（9）
- 马克斯·伯恩斯坦 – 电吉他（1、2、4、9）、合成器（4–6、8、9、16、20）、原音吉他（7）、钢棒吉他（16）
- 迈克·梅多斯 – 电吉他（1）、合成器（1、2、4、6、8）、哈蒙德B3（英语：Hammond organ）（2、16）、原音吉他（4–9、11、13、16、20）、和声（5、9）、拍手（9）、曼陀林（9、16）、钢琴（21）
- 保罗·西多蒂 – 电吉他（1、2、4–6、8、9、16、21）、原音吉他（7）、钢琴（20）
- 乔纳森·尤德金（英语：Jonathan Yudkin） – 弦乐（1、2、17）、布祖基琴（英语：bouzouki）（2）、小提琴（16）
- 大卫·库克 – 钢琴（2、5、16）
- 丹·威尔逊（英语：Dan Wilson (musician)） – 电贝斯、吉他 （3、18）；和声（3）
- 亚伦·斯特林（英语：Aaron Sterling） – 鼓、打击乐器、编排（3、18）
- 安迪·汤普森 – 电吉他（3）、键盘（3、18）、电贝斯、指挥、合成贝斯（18）
- 萨拉·穆尔福德 – 钢琴（3、18）、合成器（18）
- 丹·伯恩斯 – 编排 (音乐)（英语：Programming 编排）（4、6、8）
- 杰克耐夫·李（英语：Jacknife Lee） – 电贝斯、吉他、键盘、钢琴（10）
- 大卫·罗西（英语：Davide Rossi） – 弦乐编排、大提琴、中提琴、小提琴（10）
- 马特·毕晓普 – 鼓 （10）
- 加里·莱特波迪（英语：Gary Lightbody） – 声乐、吉他（10）；和声（14）
- 欧文·帕莱特（英语：Owen Pallett） – 弦乐编排（10）
- 贝倍尔·松宫 – 和声（11、13）
- 杰夫·巴斯克 – 和声、合成器（11、13）
- 伊恩·戈尔德 – 鼓编排（11、13）
- 安德斯·穆里森 – 电吉他（11、13）
- 亚历山大·萨沙·克里夫佐夫（英语：Sasha Krivtsov） – 原音贝斯吉他（12、17）、电贝斯（15）
- 贾斯汀·德里科 – 原音吉他（12、15、17）、布祖基琴、电吉他（15）；尤克里里（17）
- 内特·莫顿（英语：Nate Morton） – 鼓 （12、15、17）、鼓编排（15）
- 保罗·米尔科维奇（英语：Paul Mirkovich） – 钢琴、合成器（12、15、17）；合成贝斯（12、17）、鼓编排（15、17）
- 艾德·希兰 – 声乐、原音吉他（14、28）；和声（14）
- 布奇·沃克（英语：Butch Walker） – 和声、电贝斯、鼓、吉他、键盘、打击乐器（14）
- 彼得·阿马托 – 鼓编排（15）
- 查理·贾奇 – 手风琴（16）
- 凯特琳·埃文森 – 和声（16、22）
- 丽兹·休特 – 和声（17、22）
- 丹·劳恩 – 大提琴（18）
- 柯尔斯滕·惠特森 – 大提琴（18）
- 露丝·马歇尔 – 大提琴（18）
- 查理·布洛克 – 低音提琴 （18）
- 大卫·坎贝尔（英语：David Campbell (composer)） – 弦乐编排（18）
- 山姆·伯格曼 – 中提琴（18）
- 瓦莱丽·利特尔 – 中提琴（18）
- 艾莉森·奥斯特兰德 – 小提琴（18）
- 康纳·奥布莱恩 – 小提琴（18）
- 埃瑞卡·霍格文 – 小提琴（18）
- 费莉西蒂·詹姆斯 – 小提琴（18）
- 赫尔达·奈尔斯 – 小提琴（18）
- 凯特·班尼特 – 小提琴（18）
- 玛丽·爱丽丝·赫顿 – 小提琴（18）
- 娜塔莉亚·莫伊谢耶娃 – 小提琴（18）
- 熊谷夏树 – 小提琴（18）
- 特洛伊·加德纳 – 小提琴（18）
- 埃尔维拉·安德菲亚德 – 和声、电贝斯、鼓、键盘、编排（19、25）
- 亚伦·德斯纳（英语：Aaron Dessner） – 原音吉他、贝斯吉他、电吉他、键盘、钢琴（22、23、26）；合成器（22、23、28）、鼓编排（22、28）
- 乔什·考夫曼（英语：Josh Kaufman (musician)） – 电吉他（22、26、28）、膝上钢棒吉他（英语：lap steel guitar）（22、26）、原音吉他、曼陀林（22）；口琴（26）
- 伦敦当代管弦乐团（英语：London Contemporary Orchestra） – 管弦乐（22、26、28）
  - 管弦乐首席 – 加利亚·比森加利夫（英语：Galya Bisengalieva）
  - 指挥 – 罗伯特·艾姆斯（英语：Robert Ames (conductor)）
  - 大提琴 – 乔尼·拜尔斯、马克斯·鲁西、奥利弗·科茨
  - 低音提琴 – 戴夫·布朗
  - 中提琴 – 克利夫顿·哈里森、马修·凯特尔、斯蒂芬妮·埃德蒙森、佐伊·马修斯
  - 小提琴 – 安娜·奥夫夏尼科娃、安娜·德布鲁因、安东尼娅·凯塞尔、查理斯·简森、夏洛特·里德、埃洛伊莎·弗勒·索恩、加利亚·比森加利耶娃、盖·巴顿、娜塔莉·克劳达、妮可·克雷斯波·奥多诺霍、妮可·斯托克斯、扎拉·本尤尼斯
- 詹姆斯·克里夫切尼亚（英语：Big Thief） – 鼓、打击乐器（22、26、28）
- 克拉丽斯·詹森– 大提琴（23）
- 沼田雪·雷斯尼克 – 小提琴（23）
- 菲比·布里杰斯 – 声乐 （23）
- 杰克·安东诺夫 – 原音吉他、电贝斯、电吉他、键盘（24、27、30）；魔音琴、打击乐器、编排（24、27、30）；鼓 （24、27）、十二弦原音吉他（27）、滑音管吉他（30）
- 米基·弗里顿·哈特 – 原音吉他（24）、钢片琴、哈蒙德B3（24、30）；电吉他、滑音管吉他、合成器（24、27）；电贝斯、踏板钢吉他（英语：pedal steel）（27）；中音吉他、管风琴（30）、钢琴、沃利策（英语：Wurlitzer）管风琴（30）
- 肖恩·哈钦森 – 鼓、打击乐器（24、27、30）
- 埃文·史密斯 – 长笛、萨克斯风（24、27、30）；合成器（30）
- 迈克尔·里德尔伯格 – 打击乐器（24、27、30）
- 科尔·卡门-格林 – 小号（24、27）
- 歇爾貝克 – 吉他、键盘、编排（25）
- 克里斯·特普爾頓 – 声乐 （26）
- 马克·福斯特（英语：Mark Foster (singer)） – 和声（27）
- 托马斯·巴特莱特（英语：Doveman） – 键盘、合成器（28）
- 埃斯本·林德（英语：Espen Lind） – 电贝斯（29）
- 弗莱迪·霍尔姆 – 多布罗（英语：dobro）、吉他、键盘（29）
- 托斯坦·洛夫萨斯（英语：Torstein Lofthus） – 鼓（29）
- 阿蒙·比约克伦德（英语：Amund Bjørklund） – 键盘（29）
- 鲍比·霍克 – 弦乐（30）

### 技术人员
- – 母带（英语：Mastering (audio)）
- 塞尔班·吉尼亚（英语：Serban Ghenea） – 混音（英语：Audio mixing (recorded music)）（1–21、24、25、27、29、30）
- 乔纳森·劳 – 混音、录音（22、23、25、28、30）；工程（23、28）
- 布莱斯·博登 – 混音工程（1–9、11–21、24、25、27）、混音协助（10、29）
- 德里克·嘉顿 – 工程、编辑（英语：Audio editing software）（1、2、4–7、9、12、15–17、20、21）；声乐工程（22）
- 约翰·汉斯 – 工程（10、29）
- 伊恩·戈尔德 – 工程（11、13）
- 亚伦·德斯纳 – 工程（23、28）、录音（22、23）
- 贝拉·布拉斯科 – 工程、录音（23、28）
- 威尔·麦克莱伦 – 工程（23、28）
- 科尔·卡门-格林 – 工程（24、27）
- 大卫·哈特 – 工程（24、27、30）
- 埃文·史密斯 – 工程（24、27、30）
- 杰克·安东诺夫 – 工程、录音（24、27、30）
- 约翰·鲁尼 – 工程、工程协助（24、27、30）
- 劳拉·西斯克 – 工程、录音（24、27、30）
- 迈克尔·里德尔伯格 – 工程（24、27、30）
- 米基·弗里顿·哈特 – 工程（24、27、30）
- 肖恩·哈钦森 – 工程（24、27、30）
- 乔恩·戈蒂埃 – 工程（30）
- 大卫·佩恩 – 录音（英语：Sound recording and reproduction）（1、2、5、7、16、20、21）
- 亚伦·斯特林 – 录音（3、18）
- 安迪·汤普森 – 录音（3、18）
- 约翰·马克·纳尔逊（英语：John Mark Nelson） – 录音（3、18）
- 萨拉·穆尔福德 – 录音（3、18）
- 杰克耐夫·李 – 录音（10）
- 马特·毕晓普 – 录音、编辑（10）
- 特拉维斯·费伦斯 – 录音、额外工程（12、15、17）；编辑（15）
- 布奇·沃克 – 录音（14）
- 贾斯汀·德里科 – 录音（15）、额外工程（12、15、17）
- 迈尔斯·汉森 – 录音（18）
- 埃尔维拉·安德菲亚德 – 录音（19）
- 杰里米·墨菲 – 录音（22、28）
- 埃斯彭·林德 – 录音（29）
- 迈克·哈通 – 录音（29）
- 克里斯托弗·罗（英语：Chris Rowe） – 声乐工程
- 山姆·霍兰德 – 声乐工程（4、8）
- 罗伯特·塞伦斯 – 声乐工程（14、28）
- 托尼·伯格 – 声乐制作（23）
- 奥斯汀·布朗 – 编辑、工程协助（1、2、5、7、9、16、20、21）
- 丹·伯恩斯 – 额外工程（1、2、4、5、7–9、16、20、21）
- 保罗·米尔科维奇 – 额外工程（12、15、17）
- 彼得·阿马托 – 额外工程（15）
- 丹尼尔·菲卡 – 额外工程（18）
- 乔什·考夫曼 – 额外工程（26）
- 杰夫·菲茨帕特里克 – 工程协助（17）
- 乔恩·舍尔 – 工程协助（24、27、30）
- 劳伦·马尔克斯 – 工程协助（24、27、30）
- 迈克尔·法伊 – 工程协助（26）

## 榜单表现
| 榜单（2021年）                            | 最高排名 |
| ----------------------------------------- | -------- |
| 阿根廷（CAPIF专辑榜）                     | 1        |
| 澳大利亚（ARIA专辑榜）                    | 1        |
| 比利時法蘭德斯（Ultratop專輯榜）          | 3        |
| 比利時瓦隆（Ultratop專輯榜）              | 5        |
| 加拿大（《告示牌》Canadian Albums Chart） | 1        |
| 克罗地亚（HDU专辑榜）                     | 5        |
| 捷克（ČNS IFPI專輯榜）                    | 32       |
| 丹麥（Hitlisten專輯榜）                   | 3        |
| 荷蘭（MegaCharts專輯榜）                  | 3        |
| 德國（Offizielle Top 100專輯榜）          | 8        |
| 芬兰（芬兰官方榜单专辑榜）                | 6        |
| 法國（SNEP專輯榜）                        | 10       |
| 匈牙利（MAHASZ專輯榜）                    | 27       |
| 冰岛（Plötutíðindi专辑榜）                | 4        |
| 愛爾蘭（IRMA專輯榜）                      | 1        |
| 意大利（FIMI专辑榜）                      | 8        |
| 日本（Oricon專輯榜）                      | 15       |
| 日本（《日本公告牌》热门专辑榜）          | 16       |
| 立陶宛（AGATA专辑榜）                     | 4        |
| 新西兰（RMNZ专辑榜）                      | 1        |
| 挪威（VG-lista專輯榜）                    | 1        |
| 葡萄牙（AFP專輯榜）                       | 4        |
| 蘇格蘭（OCC專輯榜）                       | 1        |
| 斯洛伐克（ČNS IFPI專輯榜）                | 43       |
| 西班牙（PROMUSICAE专辑榜）                | 3        |
| 瑞典（Sverigetopplistan專輯榜）           | 8        |
| 瑞士（Schweizer Hitparade專輯榜）         | 7        |
| 英國（OCC專輯榜）                         | 1        |
| 美国（《告示牌》200）                     | 1        |
| 美國（《告示牌》Top Country Albums）      | 1        |

| 榜单（2021年）                 | 排名 |
| ------------------------------ | ---- |
| 澳大利亚（ARIA专辑榜）         | 19   |
| 比利时（Ultratop佛兰德专辑榜） | 96   |
| 荷兰（百强专辑榜）             | 75   |
| 爱尔兰（IRMA专辑榜）           | 37   |
| 新西兰（RMNZ专辑榜）           | 39   |
| 葡萄牙（AFP专辑榜）            | 49   |
| 西班牙（PROMUSICAE专辑榜）     | 75   |
| 英国（OCC专辑榜）              | 32   |

## 认证与销量
| 地區                           | 认证 | 认证单位/销量 |
| ------------------------------ | ---- | ------------- |
| 澳大利亚（澳大利亚唱片业协会） | 金   | 35,000‡       |
| 加拿大                         | —    | 24,000        |
| 新西兰（新西兰唱片音乐协会）   | 白金 | 15,000‡       |
| 英国（英国唱片业协会）         | 金   | 100,000‡      |
| 美国                           | —    | 712,000       |
| 總計                           |      |               |
| 全球                           | —    | 1,140,000     |
| ‡僅含認證的+實際銷量           |      |               |

## 发行历史
| 地区     | 日期           | 格式                    | 厂牌         | 参考    |
| -------- | -------------- | ----------------------- | ------------ | ------- |
| 全球各地 | 2021年11月12日 | CD 数字下载 流媒体 黑胶 | 聯眾         | [ 173 ] |
| 日本     | 2021年11月13日 | CD                      | 日本环球音乐 | [ 174 ] |
| 台灣     | 2021年11月26日 | CD                      | 台灣環球唱片 | [ 2 ]   |
| 巴西     | 2021年12月31日 | CD                      | 巴西环球音乐 | [ 175 ] |